# The West Point Story
The West Point Story is een Amerikaanse muziekfilm uit 1950 onder regie van Roy Del Ruth.

## Verhaal
Broadway-regisseur Bix Bixby moet met assistente Eve naar een militaire academie om daar een show te maken. Zijn doel is om Tom Fletcher over te halen om voor hem te werken.

## Rolverdeling
| Acteur        | Personage     |
| ------------- | ------------- |
| James Cagney  | Bix Bixby     |
| Virginia Mayo | Eve Dillon    |
| Doris Day     | Jan Wilson    |
| Gordon MacRae | Tom Fletcher  |
| Gene Nelson   | Hal Courtland |
| Alan Hale Jr. | Bull Gilbert  |